# Sergej Vasiljevič Rahmaninov
Sergej Vasiljevič Rahmaninov [sergêj vasíljevič rahmáninov] (rusko Серге́й Васи́льевич Рахма́нинов), ruski skladatelj, pianist in dirigent, * 1. april 1873, (20. marec, ruski koledar), Semjonovo, Novgorodska gubernija, Ruski imperij (danes Rusija), † 28. marec 1943, Beverly Hills, Kalifornija, ZDA.
Rahmaninov je bil zadnji »veliki« izmed ruskih romantikov, bil je eden največjih pianistov svojega časa.

## Življenje
Rodil se je glasbeno nadarjenim staršem v plemiški družini, ki pa je v finančnih težavah (oče je zapravil materino doto) razprodala posestva ter se preselila v Sankt Peterburg. Oba starša sta bila glasbeno nadarjena. Mati je bila učiteljica klavirja, oče, upokojeni oficir,  pa je skladal koračnice in zabavne melodije. Bodoči skladatelj je bil tam z devetimi leti sprejet na konservatorij, kjer je sprva študiral klavir. V prestolnici sta se starša sprla in mati ni več zmogla nadzirati sinove vzgoje. Ko je grozilo, da bo izgubil letnik in štipendijo, ga je poslala na moskovski konservatorij k Nikolaju Zverjevu. Strogi profesor je vzel nadarjenega mladeniča na stanovanje in mu vsilil špartanski red. Pouk in vaje so se vrstili od šestih zjutraj do poznega popoldneva, večeri pa so bili namenjeni obisku koncertov. Ob nedeljskih popoldnevih je smel biti Rahmaninov navzoč na  družabnih srečanjih v hiši Zverjeva. Na obisk so prihajali najboljši moskovski glasbeniki, med drugimi tudi znameniti pianist Anton Rubinstein ter skladatelji Safonov, Arenski in sam Peter Iljič Čajkovski. Prav ta je najbolj vplival na umetniško pot Rahmaninova, saj je mladega skladatelja vzel pod svoje okrilje in ga podpiral, ko je skladanju dal prednost pred pianistično kariero. Rahmaninov je pri štirinajstih letih začutil v sebi ustvarjalno moč in je pianistično kariero podredil skladanju, čeprav se je v glasbeno zgodovino zapisal tudi kot eden največjih pianistov 20. stoletja. Na njegovo skladateljsko rast je najbolj vplivala glasba Petra Iljiča Čajkovskega, sam pa je priznal tudi vpliv Nikolaja Rimskega-Korsakova. Leta 1892 mu je konservatorij ob diplomi podelil veliko zlato medaljo kot priznanje za skladateljske in izvajalske uspehe. Mlademu umetniku se je zdelo, da mu je ves svet odprt. Založniki so izdajali njegove klavirske skladbe, simfonična dela in samospeve, uprizorili so tudi njegovo opero Aleko. V tem času se je zaljubil v svojo sestrično Natalijo Satino in se z njo poročil. Živela sta na posestvu njene družine v Ivanovki.
Streznitev je prišla leta 1896 ob neuspešni izvedbi njegove prve simfonije (ki jo je dirigiral pijani Aleksander Glazunov). Kritik, ugledni skladatelj Cezar Kjuj, se je mlajšega kolega lotil z dobesedno peklensko zlobo. Zapisal je: »Ko bi imeli v peklu konservatorij in bi ta razpisal natečaj za skladbo na temo sedmerih egiptovskih nadlog, bi simfonija Rahmaninova nadvse razveselila njegove prebivalce, s tako hudičevskimi disonancami nam je postregel skladatelj.«  V tem času je postal dirigent v  zasebnem opernem gledališču industrijalca Mamontova. Kot dirigent se je sicer sijajno obnesel, vendar ga je ustvarjalna nemoč tako uničevala, da se je začelo krhati njegovo zdravje. Izgubil je zaupanje vase in zapadel v globoko depresijo. Nehal je ustvarjati (baje mu je začel kazalec na desnici neobvladljivo trepetati vsakokrat, ko je prijel pero, da bi skladal. Leta 1900 poiskal pomoč pri psihiatru Nikolaju Dahlu, ki ga je zdravil s sugestivno hipnozo. Med terapevtskimi seansami mu venomer ponavljal: »Spet boš začel skladati... delal boš z lahkoto... pisal boš dobro glasbo...«. Po tej terapiji je napisal svoje najbolj popularno delo, 2. klavirski koncert, ki ga je posvetil hipnotizerju.
Leta 1917 je zaradi oktobrske revolucije ob priliki koncertne turneje na Švedskem z družino emigriral iz Rusije. Spoznal je, da zanj kot za pripadnika plemiškega razreda v novi ureditvi v domovini ni prostora. Z družino se je prek Skandinavije umaknil v ZDA, tam pa ga je čakala kariera koncertnega pianista. Kmalu si je lahko privoščil izvajati le še svoje lastne skladbe, že uveljavljene in tiste, ki jih je napisal na novo. V vseh kasnejših življenjskih obdobjih si je želel vrnitve v domovino, vendar mu je oblast to onemogočala, dolgo pa je tudi bojkotirala njegovo glasbo. Poslednja želja Rahmaninova - biti vsaj pokopan v Rusiji, ostaja neizpolnjena. Po smrti v Los Angelesu leta 1947 so krsto, ki je čakala na prevoz preko Atlantika, v domovini še enkrat zavrnili, zato je pokopan na newyorškem pokopališču Valhalla.

## Glasbeni slog
Njegovo glasbeno razmišljanje je bilo zasidrano v ruski duhovni tradiciji, po kateri je bila vloga umetnika v tem, da ustvarja lepoto in govori resnico prav iz dna srca. Leta 1939 je svoje poglede na glasbo razkril v intervjuju, a je zahteval, naj bo objavljen šele po njegovi smrti. Izjavil je: »Počutil sem se (ob nastopu glasbene avantgarde)  kot duh, ki blodi po tujem svetu. Ne morem zavreči starega načina skladanja in ne morem se priučiti novemu. Močno sem se trudil, da bi občutil sodobno glasbo, vendar noče priti k meni ... stalno čutim, da moja lastna glasba in moje doživljanje celotne glasbe ostajata duhovno nespremenjena; nenehno se podrejata prizadevanju, da bi ustvarjal lepoto ... Zdi se, da nova glasba ne prihaja iz srca, temveč iz glave. Njeni skladatelji bolj mislijo kot čutijo. Niso zmožni, da bi s svojimi deli navduševali – sporočajo, ugovarjajo, razčlenjujejo, modrujejo, računajo in valijo jajca, navdušijo pa ne.«
V svojem zadnjem večjem intervjuju (leta 1941) je Rahmaninov razkril duhovno povezavo med čustvenostjo svoje glasbe in pripadnostjo ruski kulturi: »Sem ruski skladatelj in moj značaj in pogled na svet je izoblikovala rodna dežela. Moja glasba je plod mojega značaja, zato je to ruska glasba. Nikoli si zavestno ne prizadevam, da bi pisal rusko ali kakršnokoli drugačno glasbo. Ko zapisujem svojo glasbo, skušam le preprosto in jasno izraziti, kar je v mojem srcu.«